# 한국의 군정기

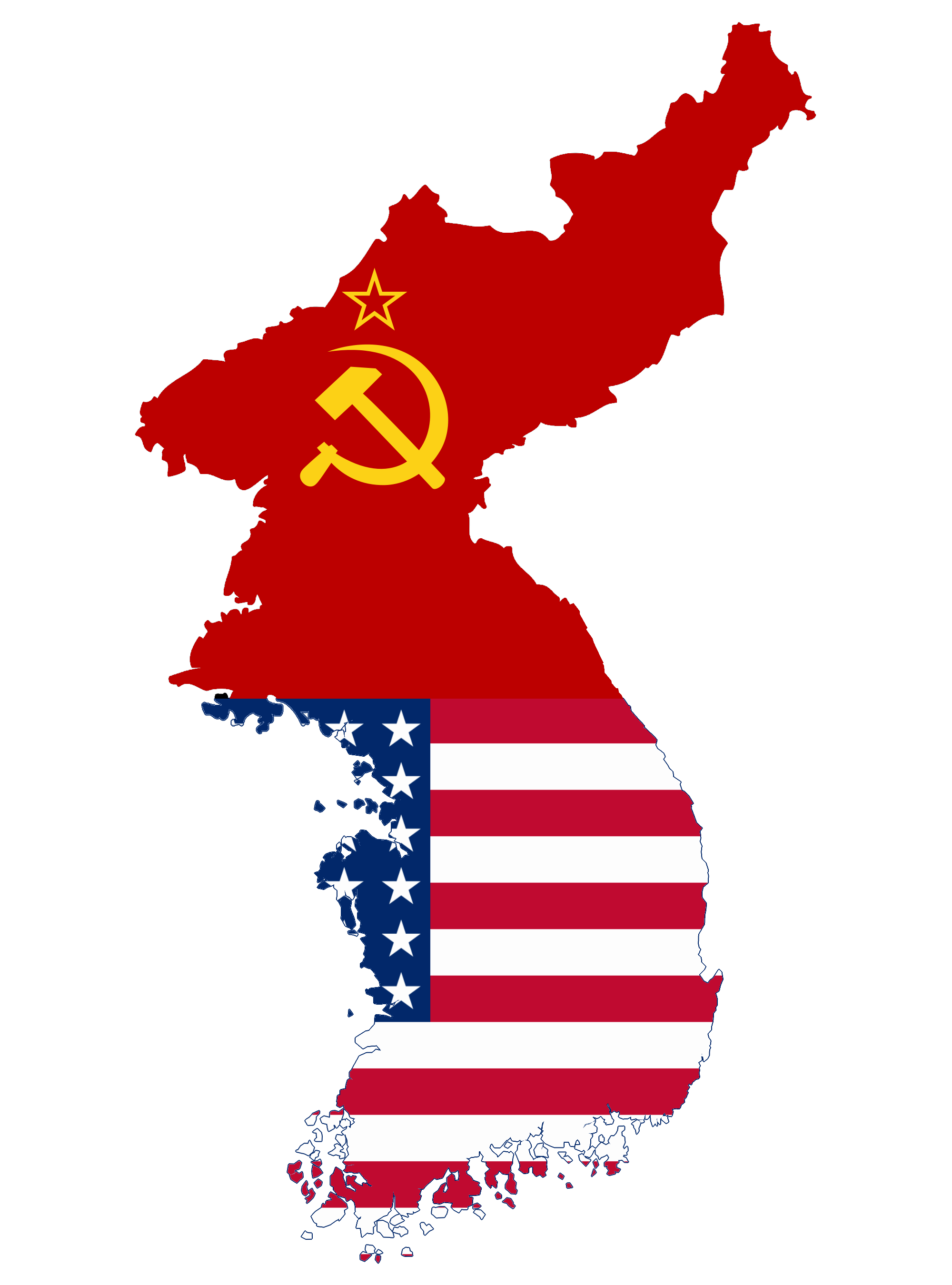
한반도 분단의 원인이 된 미국과 소련의 점령

미군정기(The Army Regime)는 1945년 8월 15일 제2차 세계 대전에서 일본 제국이 연합국에 항복하면서 독립이 확정된 한반도를 북위 38도선 이북에서 소련군이 1948년 9월 9일 조선민주주의인민공화국 정권 수립 전까지 38도선 이남에서는 미군이 1945년 9월 9일부터 1948년 8월 15일 대한민국 정부 수립 전까지 다스린 기간을 총칭한다.
독립 이후 정치적 혼란과 무질서 속에 있던 한국은 얄타 회담(1945년 2월)에서 이루어진 비공식적 합의에 따라 소련과 미국의 영향권하에 들어가, 한반도의 중앙으로 관통하는 북위 38도선을 경계로 남쪽에는 미국의 원조 아래 대한민국 정부가, 북쪽에는 소련의 원조 아래 조선민주주의인민공화국 정권이 성립되었다.
미국과 소련의 군정은 자체적으로 각각 자본주의, 공산주의 체제를 남북에 설립하였다.
이 기간 동안 남한에서는 수많은 정치 단체들이 조직되어 이합집산하였고, 제주 4·3 사건 등 좌-우익이 심각하게 대립하였다. 38선 이북에서는 1946년 2월 8일 김일성을 위원장으로 하는 북조선림시인민위원회가 구성되어 사실상 정부의 구실을 하였다. 1947년 유엔에서 제안한 한반도 총선 실시가 소련을 위시한 북한에 의해 거부되어, 1948년 5월 10일 남한만의 단독 선거을 거쳐 제헌 국회와 초대 대통령을 선출하면서 8월 15일 대한민국 정부가 수립되었다. 이어 북한에서는 김일성을 중심으로 9월 9일 조선민주주의인민공화국 정권이 수립되었다.

## 배경
1945년 5월 초 나치 독일의 항복 이후 대일전(1941~1945)에 총력을 기울인 미국은 당시 일본 내에 "본토 결전"을 외치는 소리가 높음을 감안, 전쟁이 보다 오래 지속될 것으로 예상하고 소비에트연방군의 참전을 유도했다. 당시 미국은 한반도를 단독 점령할 의도를 갖고 있었고 1945년 조선해방 이전부터 한국의 독립 능력에 회의적이었다. 미국은 전후 뉴 월드 오더 구상에 따라 과거 제국주의 국가들의 직접적인 식민지배 형태가 아니라 한국을 강대국 관리 하에 두는 신탁통치안을 추진했다. 그런데 히로시마에 미국이 8월 6일에 핵무기를 투하시켜 일본 제국이 빠른 항복을 기도했으나 8월 8일 소련이 선전포고하여 일본 관동군이 소련에게 예상보다 쉽게 무너진데다가 설상가상으로 8월 9일에는 한반도에 진입까지 시도해 미국의 계획에 차질이 생기자 얼른 8월 9일에 나가사키의 핵무기를 추가로 떨어뜨려 일본의 더욱 빨리
항복하게 했다. 그러나 이 무렵 소련은 8월 11일에 선봉을 점령한 후, 8월 13일~8월 15일까지 청진 전투까지 벌일 때부터 8월 15일 일본 제국이 항복했기 때문에 미국의 한반도의 단독 점령은 불가능해졌다. 당시 미국의 모스크바 특사 에드윈 폴리와 소비에트연방 대사 해리먼은 8월 13일 트루먼 대통령에게 소비에트 연방이 한반도에 야심을 갖고 있으니 당장 한반도 전역과 만주를 점령할 것을 건의하였으나, 항복 당시 이미 소련군은 한반도의 동북부를 폭격하고 있었고, 미군은 필리핀에 위치해 있어 그렇게 하기가 힘들다는 현실적인 이유로 묵살되었다. 결국, 한반도 남쪽에는 미군이 진주하게 되었으며 북쪽은 소련군이 진주하였다.

## 정치

### 미국과 소련의 진주

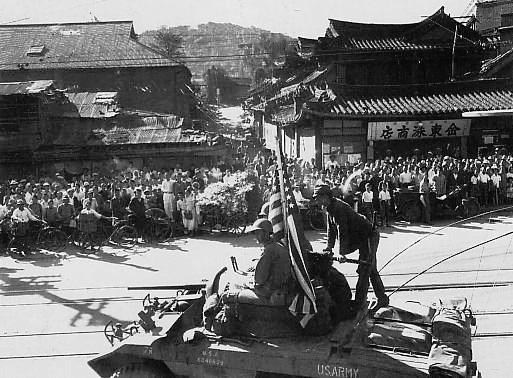
한반도에 입성한 미군

1945년 8월 10일부터 8월 15일까지 소비에트 연방이 웅기군과 나진을 점령한 후, 이어 청진시에도 8월 15일 이후에도 계속 4,000명의 일본군과 전투를 하고 있었다. 그리고, 8월 15일 오전 9시경, 조선 총독부는 소련군이 서울에 올 걸 두려워해 총독부를 여운형에게 맡기고 조선 치안과 안정 등을 부탁한다. 이를 틈타 여운형은 8월 16일 오전 9시경 정치범들을 모두 석방시키고, 건국준비위원회를 결성한다. 그런데 여운형 등은 일본으로부터 행정권을 인수받기 위하여 건국준비위원회를 조직하였다가 9월 7일 발전적 해소라는 미명으로 이를 해산하였고 건국준비위원회의 지도부는 1945년 9월 6일에 "인민대표자대회"를 열고, 조선인민공화국을 선포하였다. 그런데 조선 총독부는 한국에 사는 일본 국민들과 정부에게 불만을 들었지만 괜한 변명만 늘어놓았는데 이는 소련군이 서울에 들어올 지 모른다는 불안감 때문이었다. 그러나 뒤늦게 1945년 8월 20일, 총독부가 소련이 서울에 오지 않고 미국이 온다는 걸 알아채면서 여운형과 박헌영은 이승만과 김구에게 통합을 제안하였으나 이루어지지 못하고 다시 총독부 손아귀에 들어가고 말았다. 오히려 조선 총독부는 미국 하지 중장에게 말하길 "남한의 국민들은 모두 소련편이며, 조선 총독을 비롯해 일본 국민들에게 횡포를 부리고 있습니다."라는 거짓말을 함으로써 인천에 들어온 미국은 남한인들에게 환영인사, 통제된 상황을 지시하도록 하였으며, 미국 군정 전까지는 당분간 일본경찰에 맡기로 한 것이다.
8월 17일부터 8월 20일 일본인 경찰관들은 업무에 손을 놓아버렸고, 조선인 경찰 역시 손을 놓았다. 조선총독부 내 법무국 관리들과 경찰들은 돈을 횡령했고, 지문 자료 일부를 포함한 문서들을 파기, 소각했다. 경성부 내 두 개의 형무소 관리들은 기록을 파기하거나 소각하고, 형무소 기금을 나누었고, 혼란을 틈타 일본인 경찰관, 법관들은 수감자들의 물건을 팔아넘겼다. 경찰국, 보건과 책임자는 공금 20만 엔 이상을 횡령한 것으로 나중에 확인되어 9월 8일 미군정 주둔 후 미군정에 의해 압수되었다. 9월 8일 경성의 이묘묵(李卯默) 등은 3천 명의 조선인 경찰관을 직무에 복귀시킬 것을 미군에 호소한다.
1945년 8월 26일 평양비행장에 도착한 소련 극동군 연해주군관구 25군 사령관 치스차코프는 자신들을 ‘해방군’으로 규정하며 “조선 인민들이여, 여러분은 자유와 독립을 찾았다. 행복은 이제 여러분 손 안에 있다.”고 말했다. 하지만 보고서에 따르면 치스차코프 사령관은 북한에서 소련군이 한 약탈과 관련해 봉기가 일어난다면 “조선사람 절반을 교수형에 처하겠다.”는 극언을 서슴지 않았다고 한다. 또 258 소총사단장 드미트리예프 대좌는 “조선사람은 35년간 노예로 있었다. 좀 더 노예로 있게 하자”는 말도 남겼다고 보고서는 기록하고 있다. 보고서는 “군내 질서를 잡고 25군단 내 정치적 도덕적 상황을 개선하기 위해 시급히 강력한 조치를 취할 것이 요구된다.”며 “시범 케이스로 처벌한 뒤 이 사실을 널리 전군에 알려야 한다.”고 지적했다. 북한대학원대학교 신종대 교수는 “소련군 역시 미군과 마찬가지로 북한에 대한 사전 지식 없이 진주했고 진주 후에도 현지 사정에 무관심했다”며 “이는 북한 진주 초기 소련군의 비행과 풍기문란이 심각했음을 잘 보여주는 문건”이라고 말했다.
1945년 12월 29일 소련군 중좌 페드로프가 소련군이 1945년 8월 이후 5개월간 북한에서 드러낸 행태에 대한 기록한 문건이 발견되었다. 문건에는 “우리 군인(소련군)의 비도덕적인 작태는 실로 끔찍한 수준이다. 사병 장교 할 것 없이 매일 곳곳에서 약탈과 폭력을 일삼고 비행(非行)을 자행하는 것은 (그렇게 해도) 별다른 처벌을 받지 않기 때문이다.”고 전제하면서 당시 ‘붉은 군대’의 만행을 이같이 기술했다. 그는 “우리 부대가 배치된 시나 군 어디서나 밤에 총소리가 끊이지 않고 있다.”며 “특히 술에 취해 행패를 부리고 부녀자를 겁탈하는 범죄도 만연해 있다.”고 지적했다.
고려민주당, 조선민족당, 한국국민당 등 보수정당은 한국민주당을 만들었다(1945년 9월 16일). 여기에는 송진우, 김성수, 장덕수, 조병옥, 윤보선 등이 참여하였다. 이어서 한국민주당, 한국국민당, 조선공산당, 건국동맹 등 각 대한민국의 정당 단체 200여 명이 모여 독립촉성중앙협의회를 조직(10월 23일)하고 활동하였다.1945년 11월 23일 평안북도 신의주에서 남녀중학교 학생들이 '공산당 타도'를 외치며 반소(反蘇)-반공(反共) 시위를 벌였다.(신의주 반공학생사건) 해방 후 즉시독립을 원하던 분위기에서 모스크바 3상회의(1945년 12월 27일)를 통해 제시된 신탁통치안(案)은 당시 진행 중이던 좌 · 우익진영 간의 권력투쟁에 지대한 영향을 미쳤다. 신탁통치안은 즉각적으로 거족적인 신탁 통치 반대 운동 즉, 반탁(反託)을 불러일으켰다. 이러한 우익의 반탁과 좌익의 찬탁운동은 국내 세력을 결집시키지 못하게 하였으며 좌우익은 완전히 갈라져 버리게 되고 이념대립이 격화되어, 궁극적으로는 이것이 분단의 원인 중 하나가 되었다.
독립촉성중앙협의회는 김구 계열의 신탁통치반대국민총동원중앙위원회와 함께 신탁통치 반대 운동이라는 공통점을 바탕으로 1946년 2월 8일 대한독립촉성국민회가 결성되었다.
1946년 이후 여운형과 안재홍이 주도한 중도세력은 좌우합작운동을 추진하였다.

### 미소공동위원회와 좌우합작운동
일제에서 해방된 한국의 시한적인 통치기관이었던 미군정은 소련과 한국통일의 방법을 모색하기 위하여 1946년 3월 서울에서 양국 점령군 대표로서 구성되는 미소공동위원회를 열었다. 공동위원회는 본질적으로 한국통일을 위한 어떠한 공통점을 찾기 어려운 화합이었다. 왜냐하면 미국은 한반도의 통일이 친미적으로 이루어지기를 주장했고, 소련은 소련대로 친소적으로 통일되기를 고집했기 때문이다.1946년 5월 6일 미소공위가 무기 휴회됨으로써 1차 협상이 결렬되고 이 무렵에 이승만의 '정읍발언'으로 남한만 단독정부 수립 운동이 전개되어가자, 중도파세력들은 '좌, 우대립이 계속되고, 이대로 가다가 미소공동위원회가 다시 열려 제자리를 잡지 못하면, 남북은 결국 분단되고 말 것'이라는 위기감을 느끼게 되었다. 그래서 여운형, 김규식, 안재홍 등 중도파 정치인들이 주도하여 좌우합작위원회를 결성(1946년 7월)하고 좌우합작운동을 전개하게 된다. 좌우합작운동은 최종적인 목표가 좌파, 우파세력 등 사상을 넘어서 한반도내에 남북한이 하나로 통합되어, 중도적 사상의 임시 통일 정부를 수립하는 것이었다. 그러기 위해서는 먼저 좌익과 우익 세력들 간의 연대를 시작해서 합작운동을 실현하는 것이었다. 그런 다음에 서울과 평양 간의 남북연합을 추구하는 것, 마지막 최종적으로 소련과 미국 등 열강 외세세력들을 설득하여 '통일 임시정부'를 하루속히 추진하도록 하고, 이런 단계들을 거쳐 미소공동위원회를 재기시키는 것이었다. 그러나, 우익계열에서는 한민당이, 좌익계열에서는 박헌영과 남로당세력이 불참하였다. 1946년 5월 정판사 위조지폐 사건은 미군정과 조선공산당의 정면 충돌을 야기하였다. 이후 9월 총파업과 대구 10.1 사건이 발생하였다. 
(→정판사 위조지폐 사건)
미소공동위원회의 무기한 휴회에 따라 미군정은 38선 이남만의 입법기관으로서 남조선과도입법의원을 준비하였고 1946년 12월 12일 개원하였다. 남조선과도입법의원은 미군정에 대한 한계에도 불구하고 남조선과도입법의원법, 하곡수집법, 미성년자노동보호법, 민족반역자·부일협력자·간상배에 대한 특별법 등을 제정한 바 있다.
좌우합작운동은 초기에 미군정에서 간접적인 지원을 하였는데, 1947년 3월에는 간접적으로 지원했던 미군정청의 지원방침이 철회되었고, 중도파 세력들만의 운동으로 그치게 되어 버렸다. 좌우합작운동을 계기로 김규식, 여운형, 안재홍 등 중도파 인사들은 수차례 극우세력과 극좌세력으로부터 테러와 위협을 당하게 된다. 이어서 7월 19일에는 좌우합작 운동의 구심점 역할이자, 중도파세력들의 중심 인물인 여운형이 암살되어 좌우합작운동은 구심점을 잃어가게 되어버렸다.
미소공동위원회 양측은 아무런 타결 없이 1947년 8월 해산하였다. 소련 점령군과의 협상에 실패한 미국은 양자간의 타협에 의한 해결이 불가능하다는 사실을 깨닫고, 신탁통치안을 철회하고 1947년 9월 유엔 총회에 한국문제 해결을 위탁하여 유엔을 통한 독자적인 한국정부 수립이라는 새로운 대한정책을 입안 · 실행했다.당시 공산블록을 제외한 대다수의 회원국들은 미국측의 영향하에 있었으므로, 미국이 제의한 한국통일 결의안은 1947년 11월의 총회에서 통과되었다. 제2차 미소공위마저 결렬되어 해산되어 버리면서 좌우합작운동도 실패로 끝나게 된다.

### 남과 북의 정권 수립

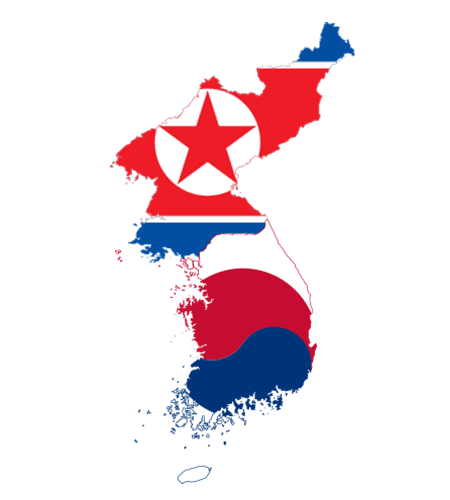
대한민국과 조선민주주의인민공화국이 수립된 지도(1953년~)

1947년 11월 18일 38선 이북에서는 북조선인민위원회 제3차 회의에서 림시헌법제정위원회가 수립되었고, 1948년 8월 25일 대위원 선거로 북조선최고인민회의가 설립, 9월 3일 북조선공산주의헌법이 공식 채택된다. 9월 9일 김일성을 지도자로 하는 조선민주주의인민공화국의 수립이 선포되고, 10월 12일 소련의 승인을 받음으로 소군정이 끝났다.
1948년 2월 7일, 남로당과 민주주의민족전선이 주도하여 대한민국 제헌국회 총선에 의한 단선단정(單選單政)에 반대하며 파업 및 봉기를 일으켰다.(→2·7 사건) 이는 제주 4·3 사건에도 영향을 주었다.
1948년 4월 3일부터 대한민국 제주도에서 김달삼과 남조선로동당세력이 주도가 되어 벌어진 무장항전과 그에 대한 대한민국국군의 강제진압이 있었다. 이는 남조선 단독정부 수립을 의미하는 5.10 총선을 방해하기 위해 시작되었다가 한국 전쟁이 휴전된 뒤인 1954년 9월 21일까지 계속되었으며, 이 과정에서 2만5천~3만명의 무고한 사람들이 학살당했다.(→제주 4·3 사건)
1948년 5월 10일 38선 이남에서는 미국이 제의한 한국통일 결의안에 따른 대한민국 제헌국회를 구성하기 위한 총선거가 실시되었는데 이것은 소련의 반대로 남한에서만 실시된 것이었다. 여기서 선출된 대통령 이승만이 대한민국 정부의 수립을 국내외에 선포하였다. 대한민국(제1공화국)의 공식적인 수립 이후 미군정은 공식적으로 폐지되었으나, 실제로 미국 정부가 대한민국 정부를 공식적으로 승인한 것은 1949년 1월의 일이었다. 그 뒤로도 1949년 6월까지 군정은 유지됐고, 군정장관 직무대리 찰스 핼믹은 군정장관 직무대리 겸 한국정부 고문단 대표의 자격으로 활동하였다.

### 군사
1946년 1월 15일 미군정은 1개 연대 병력으로 남조선국방경비대를 창설하였고 이후 병력을 증강하여 1948년 대한민국 정부 수립 이후의 대한민국 육군의 기반이 되었다.

## 경제와 사회
좌우합작운동은 박헌영을 중심으로 한 조선공산당, 남조선노동당과 노선을 다르게 하여 계획경제제도, 농민본위의 토지분배, 누진세, 주요 기업의 국유화, 8시간 노동제, 최저임금제 등을 제시하였다. 여운형은 민주주의와 사회주의를 동시에 추구했다. 1946년 8월 미군정청 여론국의 여론조사에 의하면 지지하는 이념에 관한 질문에 자본주의 14%, 공산주의 7%, 사회민주주의 70%로 조사되었다. 즉 사회민주주의를 선호하였다. 동아일보의 해방 후 어떤 국가 수립을 원하느냐는 질문에 응답자 8,453명 가운데 70%(6,037명)가 사회민주주의를, 7%(574명)가 공산주의를 선호한다고 답했다. 그러나 미국은 남쪽에 사회주의 국가가 들어서는 것을 원하지 않았고 이승만을 중심으로한 자본주의 국가를 세워, 일본을 공산주의로부터 지켜내려고 하였다.
미군정청의 문교 정책 자문기구로는 조선교육심의회가 있었고 "홍익인간의 건국이상"을 교육이념을 정하고 6-3-3-4의 미국식 학제를 채택하였다. 1946년 7월부터 국립 서울대학교의 설립을 둘러싸고 국대안 파동이 일어났다. 미군정은 1945년 9월 7일부터 야간통행금지를 실시하여 이는 제5공화국 당시인 1982년 1월 5일 폐지될 때까지 지속되었다. 당시 화폐는 엔화에서 원화로 바뀌었다.
1946년 10월 이범석은 ‘국가지상, 민족지상’이라는 캐치프레이즈를 내걸고 우익 민족 청년 운동 단체인 조선민족청년단(족청)을 창설하였다. 족청은 후에 창설되는 대동청년단과 경쟁관계에 있었다. 1946년 11월 30일에는 대한혁신청년회, 함북청년회, 황해회청년부, 북선청년회, 평안청년회 등 이북 출신 청년회를 바탕으로 선우기성이 서북청년회를 조직하여 대한독립촉성국민회 등의 도움으로 우익 활동을 하다가 대동청년단으로 합류하였다.
1947년 9월에 지청천은 우익 청년단체인 대동청년단을 창설하여 이승만 노선을 지지하다가 1948년에 대한청년단으로 통합되었다.
1945년 11월 5일 허성택에 의해 남로당 계통의 노동조합인 조선노동조합전국평의회(전평)이 세워졌다. 전평은 남북한을 통합한 인민공화국 제창 및 신탁통치 찬성운동으로 민족주의 진영으로부터 반발을 샀다. 그래서 1946년 3월 10일 서울특별시 시천교회당에서 우익계열 노동조합 중 하나로 대한독립촉성전국노동총동맹(한국노동조합총연맹의 전신)이 설립되게 되었다.
2010년에는 1945년 12월 29일 소련군 중좌 페드로프가 소련군 진주 후 북한의 황해도와 평안남북도 등 3개도를 방문조사한 뒤 만든 총 13p 분량의 보고서가 공개되었는데, 보고서 내용에는 258 소총사단장 드미트리예프 대좌는 “조선사람은 35년간 노예로 있었다. 좀 더 노예로 있게 하자”는 말도 남겼다고 보고서는 기록하고 있다.

## 여론 조사
| 조선을 이끌어갈 지도자 - 선구 여론조사                    | 조선을 이끌어갈 지도자 - 선구 여론조사 | 조선을 이끌어갈 지도자 - 선구 여론조사 |
| --------------------------------------------------------- | -------------------------------------- | -------------------------------------- |
| 순위                                                      | 이름                                   | 득표율                                 |
| 1위                                                       | 여운형                                 | 33%                                    |
| 2위                                                       | 이승만                                 | 21%                                    |
| 3위                                                       | 김구                                   | 18%                                    |
| 4위                                                       | 박헌영                                 | 16%                                    |
| 5위                                                       | 이관술                                 | 12%                                    |
| 6위                                                       | 김일성                                 | 9%                                     |
| 7위                                                       | 최현배                                 | 7%                                     |
| 8위                                                       | 김규식                                 | 6%                                     |
| 9위                                                       | 서재필                                 | 5%                                     |
| 10위                                                      | 홍남표                                 | 5%                                     |
| 백분율의 합이 100%를 넘는 것은 복수 응답이 있었기 때문임. |                                        |                                        |

| (1)군정에 대하여 잘했다고 생각하는 점은 무엇?                                                        |                       |        |     |
| 1위                                                                                                  | 기권                  | 4686명 | 98% |
| 2위                                                                                                  | 위생 시설             | 96명   | 2%  |
| (2)잘못했다고 생각하는 점은 무엇?                                                                    |                       |        |     |
| 1위                                                                                                  | 식량 정책             | 2534명 | 53% |
| 2위                                                                                                  | 산업 운영과 주택 관리 | 1485명 | 31% |
| 1946년 8월 11일 한국여론협회가 종로, 본정 입구, 노량진에서 통행인 4782명을 대상으로 실시한 여론 조사 |                       |        |     |

| (1)국호는? |                   |        |     |
| 1위 | 조선인민공화국    | 1708표 | 70% |
| 2위 | 대한민국          | 604표  | 24% |
| 3위 | 기타              | 8표    | 1%  |
| 4위 | 기권              | 139표  | 4%  |
| (2)정권 형태? |                   |        |     |
| 1위 | 인민위원회        | 1757표 | 71% |
| 2위 | 종래 제도         | 327표  | 14% |
| 3위 | 기타              | 262표  | 10% |
| 4위 | 기권              | 113표  | 5%  |
| (3)토지개혁 방식?                                                                                                |                   |        |     |
| 1위 | 무상몰수 무상분배 | 1673표 | 68% |
| 2위 | 유상몰수 유상분배 | 427표  | 17% |
| 3위 | 유상몰수 무상분배 | 260표  | 10% |
| 4위 | 기권              | 99표   | 5%  |
| 1947년 7월 6일자 조선일보에 실린 조선신문기자회가 서울시내 중요지점 10개소에서 통행인 2495명에게 실시한 여론조사 |                   |        |     |

## 역대 통치자

### 38도선 이남
찰스 핼믹은 군정장관 직무대리로 1949년 6월까지 미군정을 이끌었다. 1948년 9월 15일 정권이양 이후 미군정은 한국정부 군사고문단이라는 이름으로 7개월간 남한에 존속하였다. 한편 미군정청은 임시 의회로 1946년 10월 10일 남조선과도입법위원회 의원 선거를 실시하여 그해 12월부터 1948년 5월 30일 해체시까지 과도입법위원회를 운영하였다.
- 존 하지 (John Reed Hodge, 1893년 6월 12일 ~ 1963년 11월 12일), 미 육군 중장, 군정사령관
- 아치볼드 아놀드 (A. V. Arnold, 1945년 9월 11일 ~ 1945년 12월 17일), 미 육군 소장, 군정장관
- 아서 러치 (Archer L. Lerch, 1945년 12월 18일 ~ 1947년 9월 11일), 미 육군 소장(재직 중 사망), 군정장관
- 윌리엄 F. 딘 (W. F. Dean, 1947년 10월 30일 ~ 1948년 8월 15일) 소장, 군정장관
- 안재홍(1947년 10월 30일 ~ 1948년 8월 15일), 민정장관, 과도입법위원회 의원 겸임, 윌리엄 F. 딘과 공동 통수권자
- 찰스 핼믹 (Charles G.Helmick, 1948년 8월 15일 ~ 1949년 6월) 준장

### 38도선 이북
- 이반 치스차코프 상장 (Иван Михайлович Чистяков,  제25군 사령관 (1947년 4월까지))
- 데렌티이 시트코프 상장 (Терентий Фомич Штыков, 제1극동전선군 및 연해주군관구 군사위원)
- 니콜라이 레베데프 소장 (Николай Георгиевич Лебедев, 제25군 군사위원)
- 안드레이 로마넨코 소장 (Андрей Алексеевич Романенко,소련민간관리부 부장)
- 겐나디이 코로트코프 중장 (Геннадий Петрович Коротков, 1947년 4월부터 1948년 4월까지 제25군 사령관)[17]

## 같이 보기
- 재조선미육군사령부군정청
- 조선인민공화국
- 적산 불하
- 통화 사건
- 소련 군정
- 한반도 분단

| 한국의 역사                                 | 한국의 역사                                                           | 한국의 역사                     |
| 이전 시대                                   | 군정기 1945년 9월 9일~1948년 8월 15일(남) 1945년 ~ 1948년 9월 9일(북) | 다음 시대                       |
| ------------------------------------------- | --------------------------------------------------------------------- | ------------------------------- |
| 일제강점기 대한민국 임시정부 조선인민공화국 | 군정기 1945년 9월 9일~1948년 8월 15일(남) 1945년 ~ 1948년 9월 9일(북) | 대한민국 조선민주주의인민공화국 |